# Polícia Federal (Brasil)
Polícia Federal (PF) é uma instituição policial brasileira, subordinada ao Ministério da Justiça e Segurança Pública. É a agência de segurança do Brasil (sendo o equivalente brasileiro do FBI dos Estados Unidos e o FSB da Rússia). É comum considerar-se, erroneamente, que a Polícia Federal seja estritamente uma polícia judiciária. Diferentemente das polícias estaduais civis e militares, que possuem atribuições exclusivamente judiciárias (Polícia Civil) ou ostensivas (Polícia Militar), a Polícia Federal detém o chamado ciclo completo de polícia. Isto significa que a PF tem atribuições tanto de polícia ostensiva quanto de judiciária. Tal como a maioria das polícias de países desenvolvidos, a PF exerce as funções preventiva, investigativa e repressiva nos assuntos de sua competência.
Também atua na segurança pública para a preservação da ordem pública e da incolumidade das pessoas, bem como dos bens e interesses da União, exercendo atividades de polícia marítima, aeroportuária e de fronteiras, repressão ao tráfico de entorpecentes, contrabando e descaminho. De acordo com o artigo 144, parágrafo 1º, da Constituição Federal, é instituída por lei como órgão permanente, organizado e mantido pela União e estruturado em carreira.
A sede fica situada em Brasília, no Distrito Federal, havendo unidades descentralizadas (superintendências regionais) em todas as capitais dos estados da federação, bem como delegacias e postos avançados em diversas cidades do país.
Atualmente, o diretor-geral é o delegado Andrei Augusto Passos Rodrigues, que anteriormente serviu como Secretário Extraordinário de Segurança para Grandes Eventos do MJSP, e foi responsável pela segurança da Copa do Mundo FIFA 2014 e dos Jogos Olímpicos de Verão de 2016.

## História

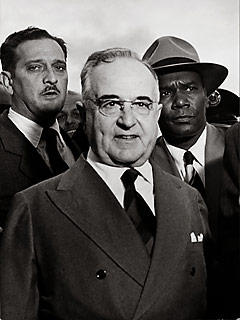
Getúlio Vargas e sua guarda pessoal, formada por integrantes do Departamento Federal de Segurança Pública (DFSP)

Existem divergentes opiniões sobre a origem remota da Polícia Federal. A vertente histórica está presente nos defensores das origens remotas da Polícia Federal, na criação da Intendência Geral de Polícia em 1808, por D. João VI, com o surgimento do Código de Processo Criminal de 1832 e a criação do cargo de Chefe de Polícia com a reforma do código em 1841, na Lei nº 261, ocupado inicialmente por Eusébio de Queiróz. Tal nomenclatura em algumas Polícias Civis, como a do Rio de Janeiro, permanece até hoje.

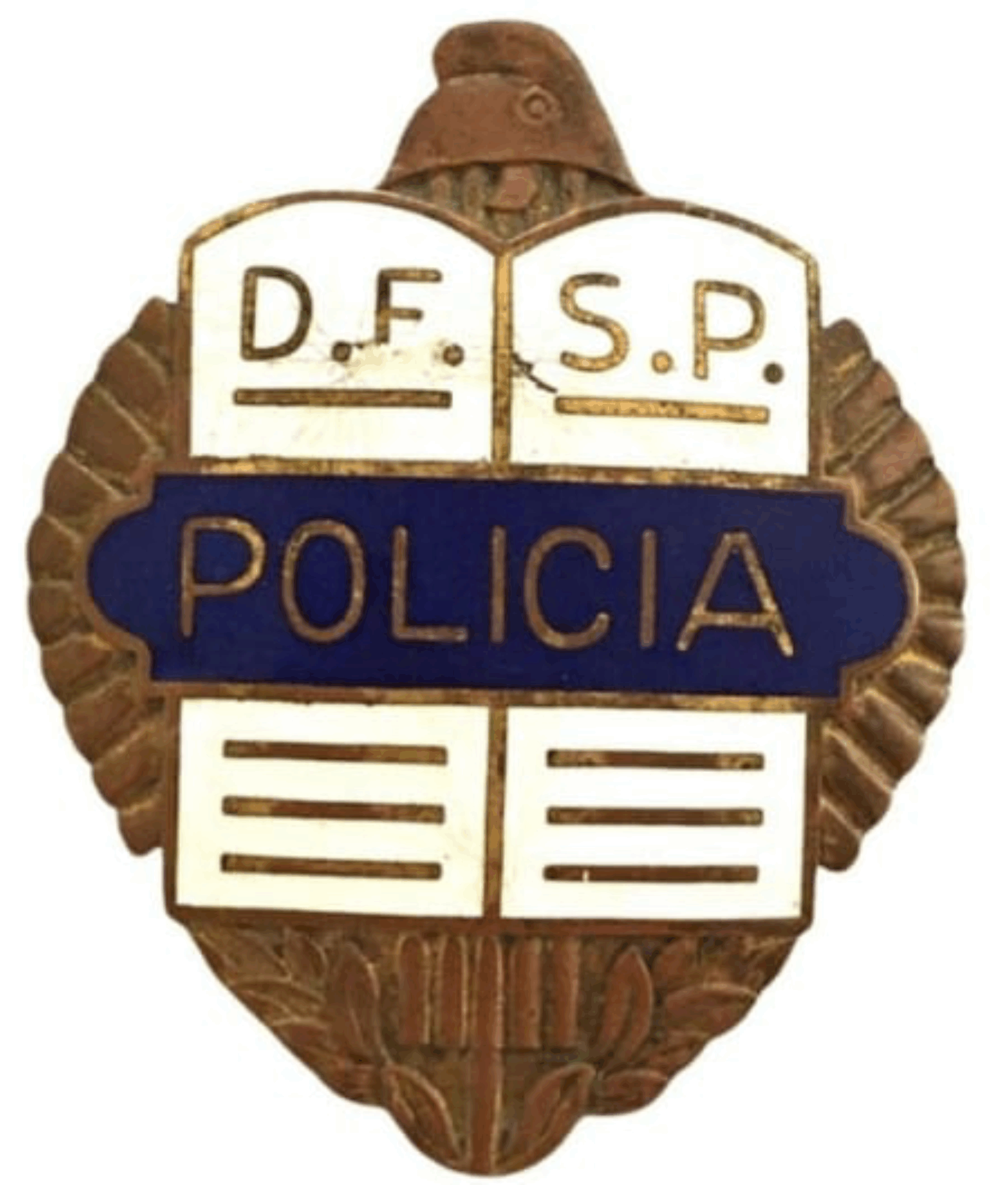
Símbolo do DFSP em 1944

Outros atribuem a origem da Polícia Federal ao período do Estado Novo (1937-1945), no governo de Getúlio Vargas, quando este, no dia 28 de março de 1944, altera a denominação da antiga Polícia Civil do Distrito Federal para Departamento Federal de Segurança Pública (DFSP), por meio do Decreto-Lei nº 6 378. A mudança de nomenclatura foi motivada pela necessidade de uma polícia com atuação em todo o território nacional. Visava assim, fazer com que a polícia do Rio de Janeiro pudesse atuar nos outros estados brasileiros, embora esta continuasse a conservar a sua estrutura institucional herdada do período da sua criação, que remonta ao início do século XIX. O DFSP foi crescendo em tamanho, importância e atribuições, até que, em 21 de abril de 1960, a capital federal transfere-se do Rio de Janeiro para Brasília. Nessa ocasião, muitos integrantes do DFSP declinaram de uma transferência para a nova capital, preferindo permanecer no Rio de Janeiro e compor a Polícia Civil do Estado da Guanabara, através do Departamento Estadual de Segurança Pública, órgão que então herdou uma tradição institucional de mais de 150 anos. Isso deixou a corporação de Brasília carente não apenas de pessoal, mas de materiais e arquivos essenciais, pois setores inteiros permaneceram no Rio de Janeiro — foi o que ocorreu, por exemplo, com a Divisão de Polícia Política e Social, que ligou-se à administração estadual, mas continuou atuando nacionalmente.
Assim, em 1960 houve uma fusão do DFSP com o outro órgão de segurança pública da cidade de Brasília, a Guarda Especial de Brasília (GEB) - responsável por manter a ordem no território da construção de Brasília - mantendo-se o nome de DFSP.
Passou-se, então, à busca de uma estrutura para o DFSP calcada nos moldes mais avançados, vindo servir de modelo a estrutura de outros aparelhos policiais de países desenvolvidos, tais como dos Estados Unidos, Canadá e Inglaterra. No final do ano de 1960, o Poder Executivo encaminhou ao Congresso um anteprojeto de Lei com vista a criação de um organismo policial que, em sua composição estrutural, se assemelhasse às instituições de segurança dos países acima referidos. A ideia era a criação de um Departamento Federal de Segurança Pública com atuação em todo o território nacional. Ideia esta que prosperou e tornou-se realidade com a aprovação da Lei n° 4 483, de 16 de novembro do mesmo ano, reorganizando então o DFSP, com efetiva atuação federal.
Finalmente, a Constituição de 1967, no seu artigo 210 mudou o nome do órgão de DFSP para Departamento de Polícia Federal, tendo suas funções definidas no artigo 8º, inciso VII, alíneas "a" a "d", da referida Carta Magna. Essa mudança foi efetivamente concretizada em fevereiro do mesmo ano.

Florimar Campello, em 1967

Com a lei nº 4 878, de 3 dezembro de 1965, cria-se o estatuto dos policiais federais que sofreu diversas alterações ao longo dos anos, e nele convivem as nomenclaturas "Departamento Federal de Segurança Pública" e "Departamento de Polícia Federal". A despeito dessas alterações, inclusive por meio de revogações tácitas — como as trazidas em 2006, quanto à forma de remuneração —, o estatuto mantém ainda hoje, entre outros aspectos, o modelo disciplinar surgido à época do regime militar, prevendo de forma ampla a punição de policiais que formularem críticas ao governo, ao "se referirem de modo depreciativo às autoridades e atos da administração pública" ou "promoverem manifestação contra atos da administração".
Apesar de herdar a estrutura do DFSP, sempre houve a pretensão dos diretores militares da Polícia Federal em aprimorá-la, transformando-a numa instituição nos moldes do FBI norte americano. Na esteira desse pensamento, também a Constituição de 1988 estabeleceu a estruturação em carreira para a Polícia Federal (art. 144, parágrafo 1º),. Com a Constituição de 1988 passou-se a exigir que o mandado de busca domiciliar seja expedido apenas pela autoridade judicial, levando a Polícia Federal a adotar a estratégia de acumular informações na investigação ao longo do tempo, de forma sigilosa, e obter os mandados de buscas e outras medidas cautelares para serem executados concomitantemente em uma data fixada conforme a estratégia investigativa. Ainda em 1988, a Polícia Federal infringiu duro golpe nos chefões do tráfico de droga nos morros do Rio de Janeiro, com a Operação Mosaico, ao mesmo tempo buscou estancar a rota de traficantes cariocas com o Cartel de Medellin (ver: Guerra às drogas no Brasil e Lei das Drogas). Em 1996, todos os cargos da carreira policial federal foram transformados em cargos de nível superior.

### Independência
O primeiro passo para um movimento em direção à renovação da matriz tecnológica da PF foi dado no ano 2000. Até ali, a PF era vista como uma organização repleta de policiais "chuta-portas" e apodrecida pela corrupção. Chamavam-na de "apêndice" das agências policiais dos Estados Unidos. Ao final dos anos 1990, os carros e até a gasolina da estrutura da PF brasileira eram doações da Agência Central de Inteligência (CIA). "O dinheiro é o nosso, as regras são nossas", chegou a declarar, em maio de 1999, o segundo da embaixada americana em Brasília, James Derham. Com a volta de Derham para os EUA, o orçamento saiu de R$ 100 milhões em 1999 para R$ 200 milhões no ano seguinte. As promoções passaram a privilegiar competência em lugar da antiguidade. Em 2006, o orçamento da PF era de R$ 600 milhões e tinha 11 mil policiais federais se revezando em missões pelo País com o apoio de cinco helicópteros, nove aviões, duas dezenas de embarcações e 2 327 viaturas. Desde 2003, realizou-se 119 mil operações.
Antes de 2002, as investigações ficavam restritas à burocracia da saleta do delegado e do escrivão. Os agentes saíam às ruas para cumprir diligências; na volta entregavam as informações e o papelório era despachado, sem que fosse averiguado se aquele crime tinha relação com um outro investigado pelo delegado vizinho. Depois, a polícia passa a cruzar dados e entra mais fundo. Os bandos criminosos são investigados como um todo até se chegar ao líder da quadrilha. Saíram os "chuta-portas" e entraram os "papeleiros", como são chamados os analistas de informática. Os instrumentos de investigação de que a PF passou a ter em mão inclui botões de camisa e telefones celulares que, na verdade, são câmeras e gravadores de áudio. Pequenos sensores que emitem sinais de GPS são colocados em veículos de suspeitos. Isso permitiu acompanhar a localização dos alvos em tempo real. Em lugares considerados estratégicos há microcâmeras funcionando 24 horas por dia. O monitoramento, remoto, passou a poder ser feito de qualquer lugar do País. A Operação Anaconda, realizada em 2003, é tida como um marco para o trabalho de inteligência da polícia. "Até essa data muitos dos nossos eram sócios do crime organizado", disse um delegado paulista. Como entre os alvos estavam juízes, integrantes do Ministério Público e também policiais, foi preciso se cercar de cuidados para que toda a investigação não ruísse. O know-how abriu caminho para outras operações que, cada vez mais, incluíram nomes de famosos e poderosos, ampliando a capacidade de investigações independentes.

### Censura
Em 1988, foi extinta a Divisão de Censura de Diversões Públicas do Departamento da Polícia Federal — seguida da remoção gradual de toda e qualquer referência administrativa à censura exercida no âmbito do Ministério da Justiça. A partir de 1990, a Portaria nº 773, de 19 de outubro de 1990, estabeleceu a classificação, para efeito indicativo, de diversões públicas e de programas de rádio e televisão, de acordo com os arts. 21, XVI, e 220, § 3º, I, da Constituição de 1988, definindo as faixas etárias para as quais não se recomendem, bem como locais e horários em que sua apresentação se mostre inadequada para crianças e adolescentes. Segundo a portaria, cabe ao Ministério da Justiça classificar as obras como livres (para exibição em qualquer horário), para maiores de 12 anos (com exibição após as 20 horas), para maiores de 14 anos (exibição após as 21 horas), para maiores de 18 anos (exibição após as 23 horas). A Portaria nº 796, de 8 de setembro de 2000, acrescentou a faixa etária de 16 anos (exibição após as 22 horas).

## Atribuições
A Polícia Federal possui amplas atribuições, tanto de polícia administrativa quanto de polícia judiciária. Suas atribuições são definidas não só na Constituição, mas sobretudo em difusa legislação infraconstitucional. De acordo com o artigo 144, parágrafo 1º, da Constituição brasileira de 1988, são atribuições da Polícia Federal:
1. Apurar infrações penais contra a ordem política e social ou em detrimento de bens, serviços e interesses da União ou de suas entidades autárquicas e empresas públicas, assim como outras infrações cuja prática tenha repercussão interestadual ou internacional e exija repressão uniforme, segundo se dispuser em lei;
2. Prevenir e reprimir o tráfico ilícito de entorpecentes e drogas afins, o contrabando e o descaminho, sem prejuízo da ação fazendária e de outros órgãos públicos nas respectivas áreas de competência;
3. Exercer as funções de polícia marítima, aeroportuária e de fronteiras;
4. Exercer, com exclusividade, as funções de polícia judiciária da União.

Também são atribuições da Polícia Federal, definidas em outras leis e decretos:
- Combate ao terrorismo e à pedofilia (ver: Terrorismo no Brasil);
- Garantir a segurança dos Chefes de Estado estrangeiros e chefes de Organismos Internacionais em visita ao Brasil;
- Prevenir e reprimir os crimes cibernéticos;[29]
- Repressão ao crime internacional como representante exclusiva da Interpol no Brasil;[30]
- Repressão a crimes contra os povos indígenas do Brasil,
- Repressão a crimes de desvio de recursos públicos;[31]
- Repressão a crimes ambientais e contra o patrimônio histórico;
- Controle e gerenciamento do SINARM (Sistema Nacional de Armas) e das armas de fogo em poder da população;[32]
- Regulação, controle, e a fiscalização de toda a atividade de segurança privada no Brasil;[33]
- Gerenciamento do Registro de Identidade Civil, a carteira de identidade nacional;[34]
- Implantação e manutenção de banco de dados de perfis genéticos de criminosos;[35]
- Controle e fiscalização de produtos químicos de natureza controlada;[36]
- Repressão aos crimes previdenciários e a violações de direitos humanos;[37]
- Auxiliar as demais forças policiais brasileiras nas investigações, quando solicitado;

Entre outras atribuições.
Alguns exemplos de policiamento ostensivo realizado pela Polícia Federal são: a polícia de imigração, o patrulhamento de fronteiras, a polícia marítima, a prevenção aos crimes contra os povos indígenas e a segurança institucional (proteção das instituições da república). Outra função de polícia preventiva também prestada pela PF, é a segurança pessoal dos chefes de estado estrangeiros em visita ao Brasil.

### Operações

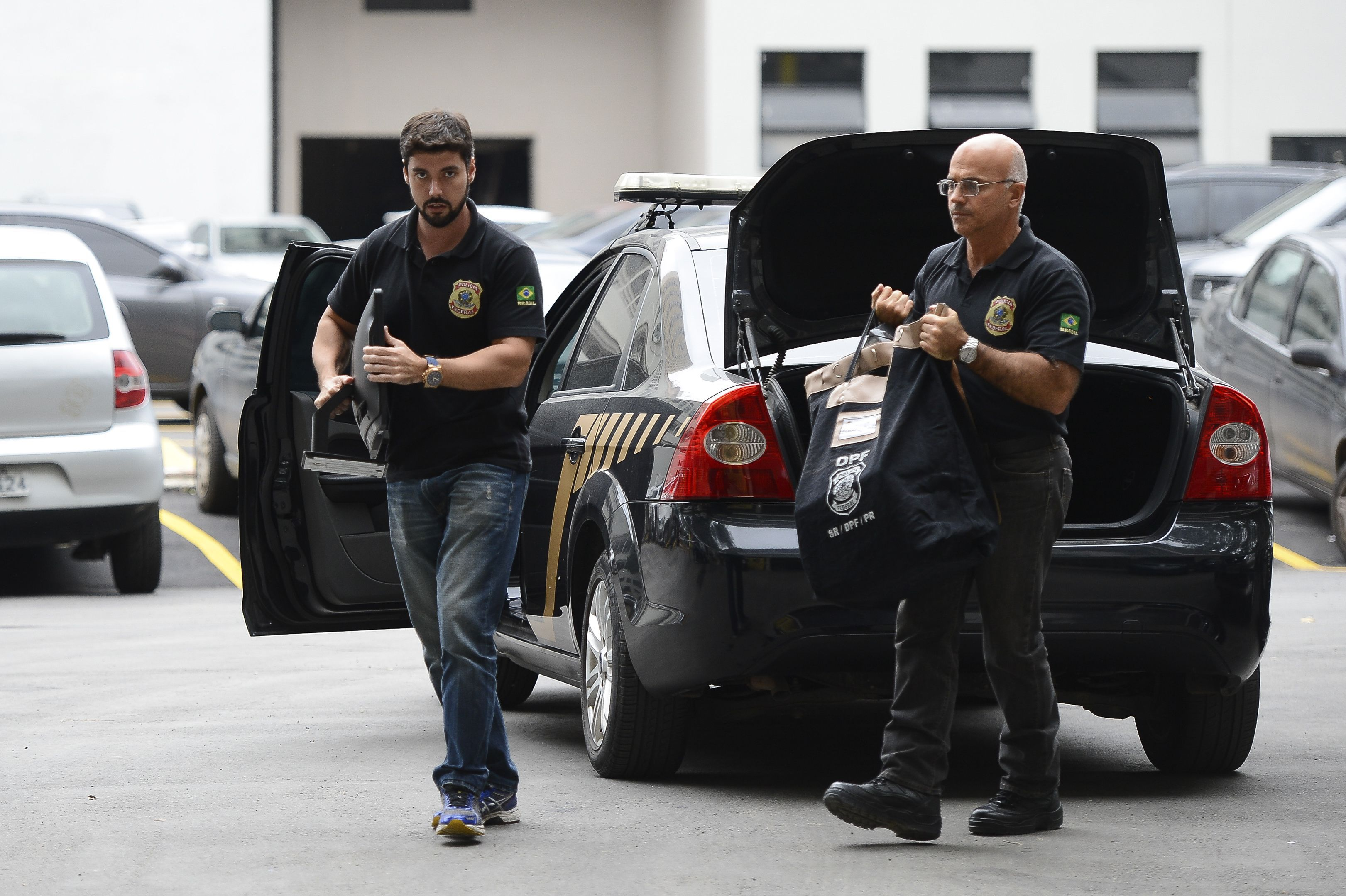
Malotes apreendidos na 30ª. fase da Operação Lava Jato sendo entregues na sede da PF no Rio de Janeiro

Após 2003, houve uma intensificação dos trabalhos da Polícia Federal a partir de uma reestruturação iniciada pelo Governo Federal, o que desencadeou uma onda de prisões de quadrilhas de criminosos especializados em fraudes eletrônicas na internet e em cartões de débito e crédito, de sonegadores ligados à corrupção e à lavagem de dinheiro, entre outros, e esbarrou em políticos, tanto ligados ao Governo quanto em adversários. Não há critério fixo para a escolha do nome — que, geralmente, é escolhido pelos responsáveis pelas investigações —, sendo apenas um termo relacionado ao contexto da operação de forma geral.

## Organização

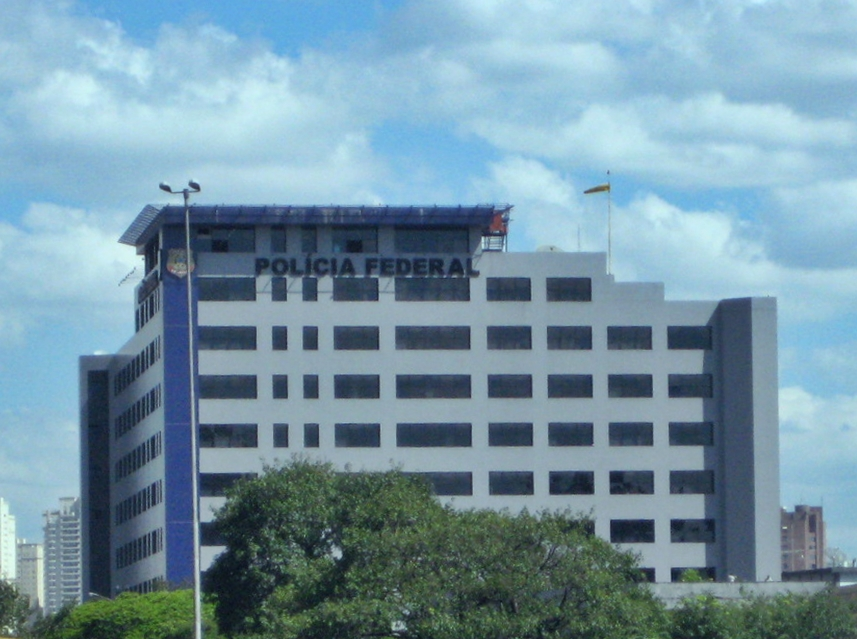
Prédio da PF em São Paulo

São as estruturas organizacionais que compõem a Polícia Federal, divididas em diretorias. Cada diretoria é responsável por um grupo de coordenações e divisões. Essas coordenações e divisões atuam nas mais diversas áreas, desde investigação criminal por fraude à previdência ao controle de estrangeiros no país; de repressão a crimes cibernéticos à fiscalização de instituições bancárias.
Com vistas a uma melhor execução de suas atribuições pelo território nacional, o Departamento de Polícia Federal é subdividido em unidades, tanto em âmbito geográfico quanto em especialização operacional. Além das unidades centrais, que ficam situadas em Brasília, existem três tipos de unidades no Departamento de Polícia Federal:
- Superintendências — situadas em cada capital de estado do Brasil e no Distrito Federal, totalizando 27 superintendências regionais, estão diretamente subordinadas à Direção Geral em Brasília. Em cada superintendência existe um setor responsável pela realização das atribuições das diretorias que compõem a Polícia Federal;
- Delegacias — situadas em cidades que não sejam capitais, totalizando 84 delegacias e duas delegacias especiais (de grande porte), estão subordinadas às superintendências dos respectivos estados. Nas delegacias existem os serviços básicos e núcleos de investigação da Polícia Federal;
- Postos avançados — são unidades menores, que não possuem efetivo policial próprio e recebem policiais de outras unidades em regime de rotatividade. Nos postos avançados normalmente são realizados serviços de imigração, emissão de passaportes e, eventualmente, apoio para as investigações coordenadas pelas delegacias.

### Diretor-Geral
É o diretor-geral de todos os policiais federais do Brasil, sendo necessariamente um delegado de Polícia Federal aprovado em concurso público, que tenha pelo menos 15 (quinze) anos de carreira (Classe Especial), garantindo que a indicação política seja feita a um servidor de carreira que tenha reputação ilibada. O Diretor-Geral reporta ao Ministério da Justiça e Segurança Pública e está sujeito ao código disciplinar da Polícia Federal.

#### Diretoria Executiva (DIREX)

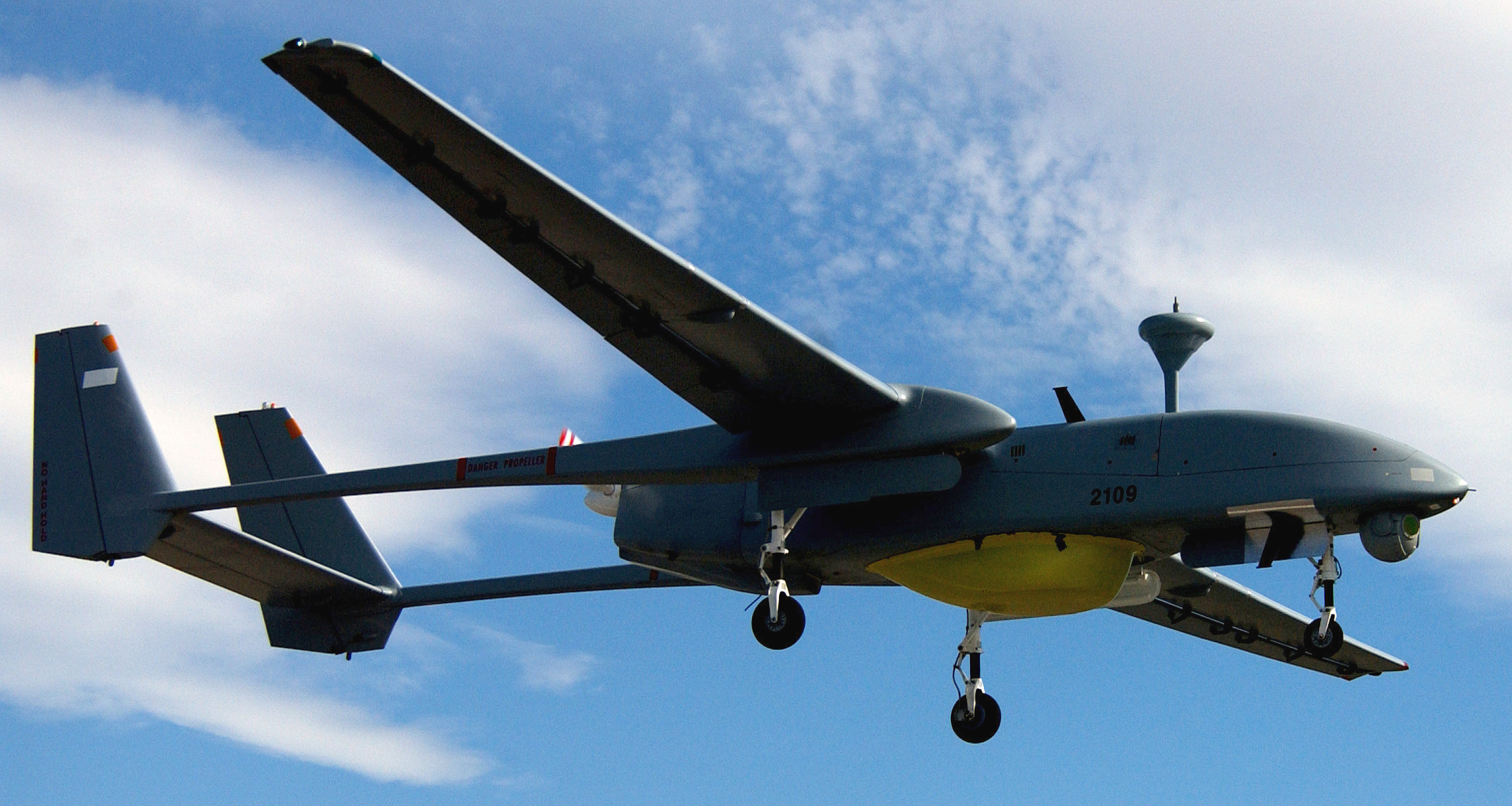
IAI Heron - Veículo aéreo não tripulado da Polícia Federal, para patrulhamento das fronteiras brasileiras

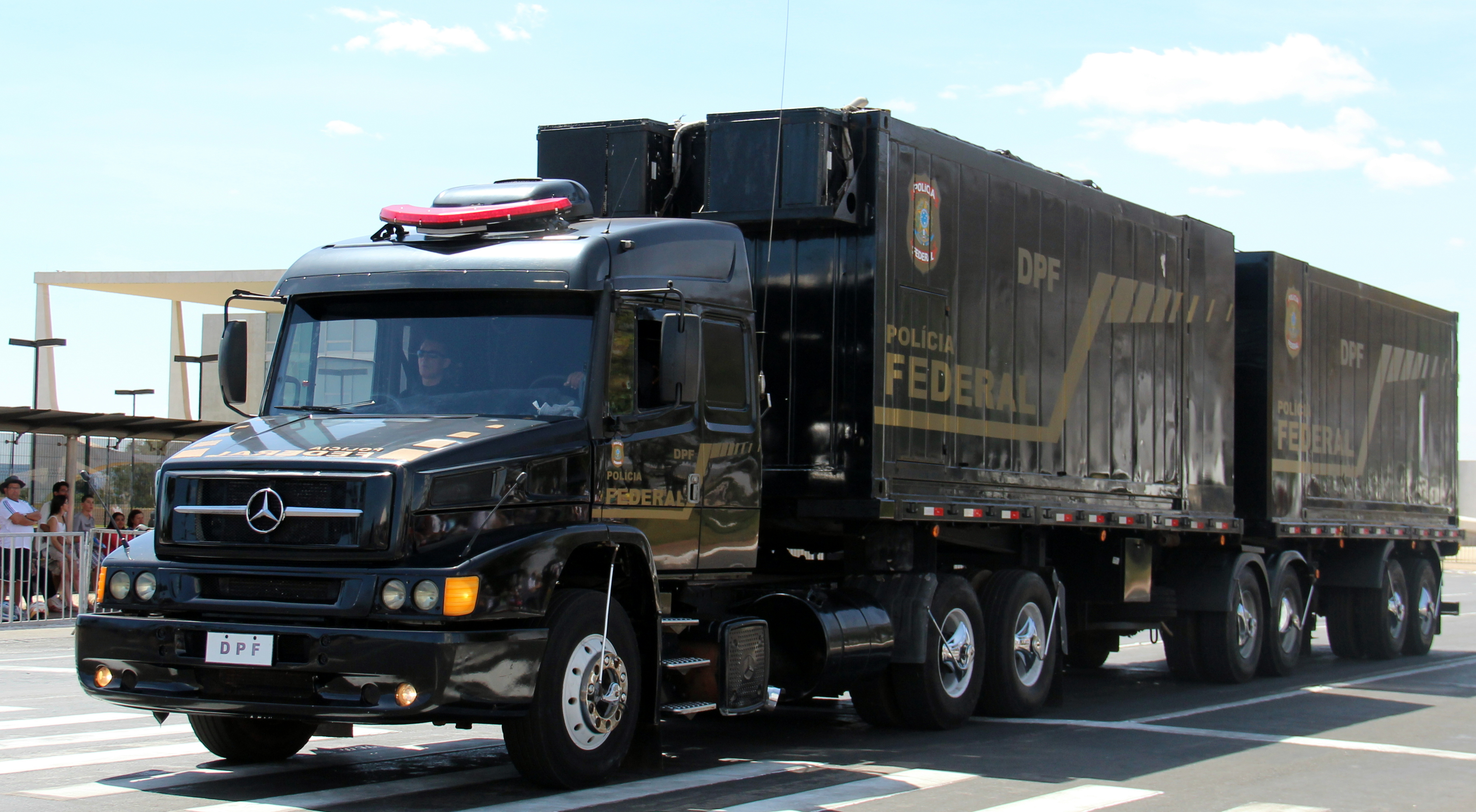
Caminhão da Polícia Federal do Brasil

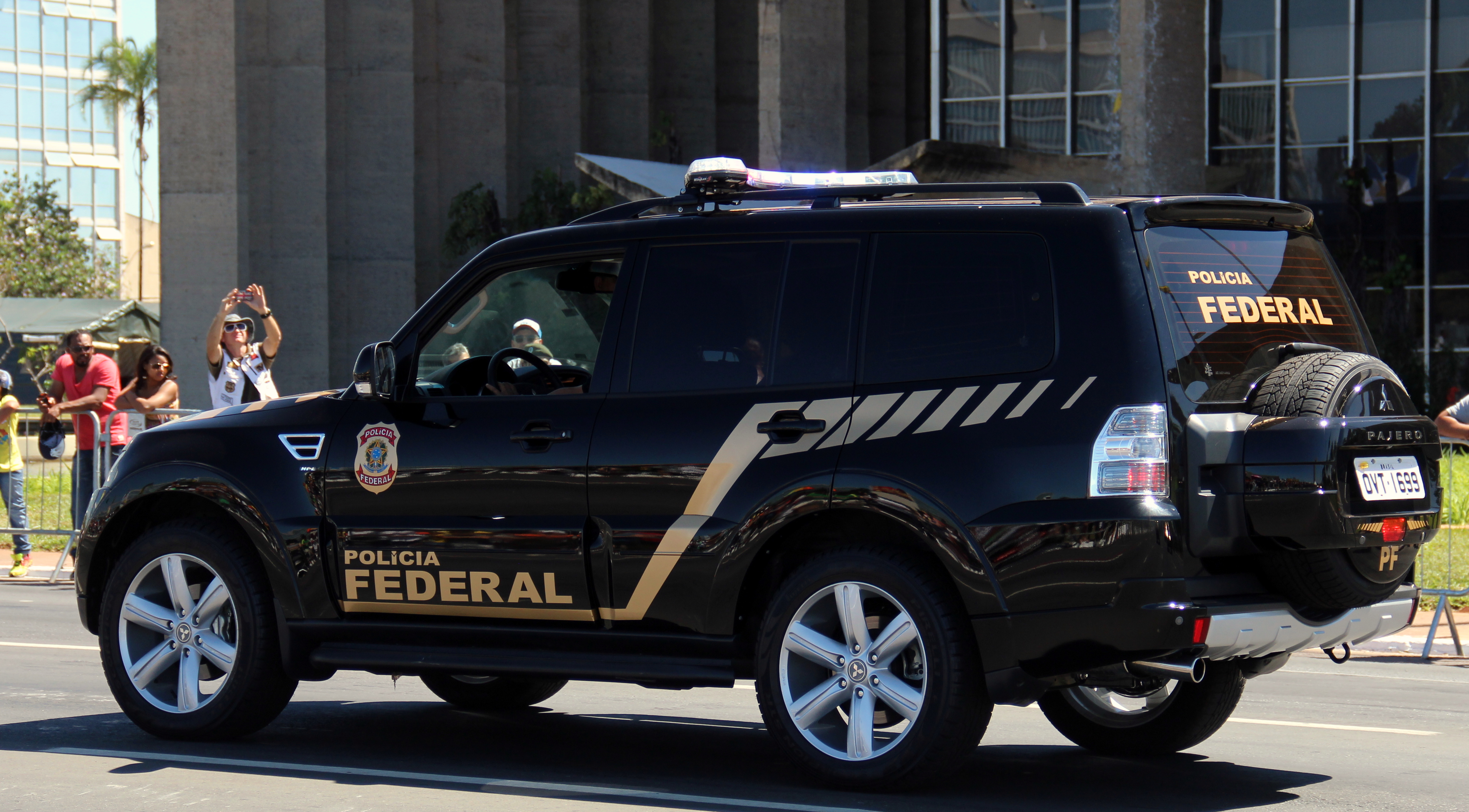
Viatura da PF

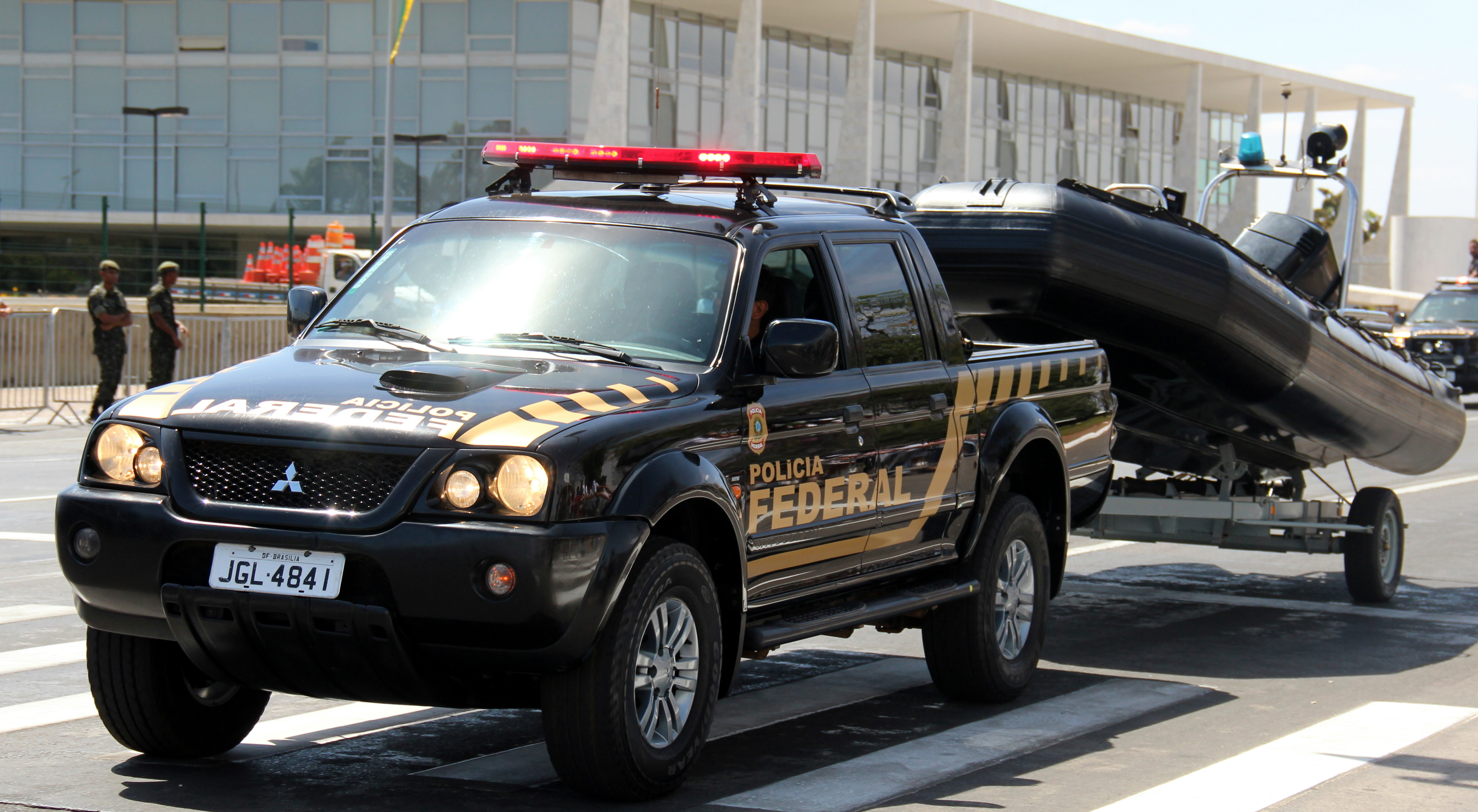
Caminhonete e bote usados pela PF

Cumpre à diretoria executiva o comando de todas as atividades relacionadas às investigações de crimes contra o sistema financeiro nacional, à previdência e à fazenda pública (de fraude em licitações a hackers de senhas de bancos); são responsáveis pela defesa do meio ambiente e do patrimônio histórico nacional, estão também sob a alçada da DIREX todo o controle de estrangeiros, o controle de imigração e fronteiras, a emissão de passaportes, e controle de segurança privada.
- Serviço de Repressão ao Desvio de Recursos Públicos (SRDP) - A preocupação com o fenômeno da corrupção tem despertado a atenção, especialmente pelos seus efeitos nefastos na geração de renda, nos investimentos públicos e na qualidade da infraestrutura, impressionando o volume de recursos que o Brasil perde com essa atividade e o seu impacto sobre o crescimento econômico, além do vergonhoso locupletamento indevido de poucos em detrimento de uma maioria que passa a ser privada de condições satisfatórias de existência. A Polícia Federal, por força das atribuições que lhe foram conferidas pelo art. 144 da Constituição Federal, tem a missão de apurar significativa parcela das condutas criminosas dos chamados desvios de recursos públicos ou práticas de corrupção. Tal missão é centralizada no Serviço de Repressão ao Desvio de Recursos Públicos (SRDP).[31][44]
- Delegacias de Controle de Segurança Privada (DELESP) - Com o advento da Lei nº 9.017/95, a Polícia Federal passou a ter competência legal para exercer a regulação, controle, e a fiscalização de toda a atividade de segurança privada no Brasil. Tal controle inclui a fiscalização de instituições bancárias, empresas de segurança privada, e quaisquer instituições ou eventos que utilizem-se dos serviços de segurança privada (incluindo-se aí a repressão aos serviços clandestinos de segurança). Tal atividade é exercida em cada unidade regional da PF pelas Delegacias de Controle de Segurança Privada (DELESP), subordinadas à Coordenação Geral de Controle de Segurança Privada (CGCSP).[33][44]
- Delegacias Regionais de Combate a Crimes contra o Meio Ambiente e Patrimônio Histórico (DELEMAPH) - Com o advento do decreto nº 4 503/01, a Polícia Federal ganhou novas atribuições no combate aos crimes ambientais e contra o patrimônio histórico. Tal atividade é cumprida tanto em grandes operações permanentes (como a Operação Arco de Fogo, deflagrada no ano de 2008 e ainda em desenvolvimento), bem como nas Delegacias Regionais de Combate a Crimes contra o Meio Ambiente e Patrimônio Histórico (DELEMAPH).[47][44]
- Coordenação-Geral de Polícia de Imigração (CGPI) - É atividade de polícia administrativa exercida no Brasil exclusivamente pela PF, voltada para o controle do tráfego de pessoas através de fronteiras e aeroportos internacionais. É realizado em todas as unidades descentralizadas da Polícia Federal, sob controle da Coordenação-Geral de Polícia de Imigração (CGPI). É a Polícia de Imigração que emite o passaportes para cidadãos brasileiros, e cédula de identidade de estrangeiro, para cidadãos de outros países.[44]
- Instituto Nacional de Identificação (INI) - Criado em 1963, e tem a finalidade de coordenar e interligar os serviços de identificação civil e criminal no país, de modo a permitir a centralização dos prontuários criminais (datiloscópicos) de todo o país. Isso permite a consulta dos mesmos, em proveito dos órgãos policiais e judiciários do Brasil. Será o responsável pela futura implantação do RIC - Registro de Identidade Civil - a futura carteira de identidade nacional.[34][44]

#### Diretoria de Combate ao Crime Organizado (DICOR)
Estão sob a alçada da DICOR as diretrizes de combate aos crimes mais violentos, como tráfico de drogas e armas, assaltos a agências bancárias, combate a crimes cibernéticos (relacionados a pornografia infantil), e autorização do porte de armas. A DICOR responsável também pelo controle da comercialização de produtos químicos em todo o país.
- Sistema Nacional de Armas (SINARM) - É o setor da Polícia Federal responsável pelo controle de armas de fogo em poder da população, registro e fiscalização do ofício de armeiro[48] (ou "mecânico de armas"),[49] com circunscrição em todo o território nacional (conforme previsto na Lei nº 10 826/03 - Estatuto do Desarmamento).[50][44]
- Delegacias de Repressão a Entorpecentes (DRE) - Investigação, prevenção e repressão ao tráfico de entorpecentes é exercido nas Delegacias de Repressão a Entorpecentes (DRE) no âmbito das Superintendências Regionais da Polícia Federal, com apoio das unidades descentralizadas. O comando nacional é exercido pela Coordenação Geral de Polícia de Entorpecentes (CGPRE), sediada em Brasília. A atuação da PF nesse ramo dá ênfase ao tráfico de drogas internacional e interestadual.[44]
- Serviço de Repressão a Crimes Cibernéticos (SRCC) - O Serviço de Repressão a Crimes Cibernéticos (SRCC) é a presença da Polícia Federal na nova sociedade da informação.[29] Os avanços constantes e surpreendentes da Tecnologia da Informação e da Comunicação causaram verdadeira revolução na interação de pessoas e comunidades, mas também podem ser utilizados de forma criminosa, prejudicando, em grande escala, toda a sociedade. Nesse cenário, sua missão é coordenar e articular todos os esforços, em nível nacional e internacional, para prevenir e reprimir os delitos de alta tecnologia e auxiliar as demais unidades a exercerem suas funções institucionais no mundo moderno.[44]

#### Corregedoria-Geral de Polícia (COGER)
Órgão responsável pela garantia de que toda a atividade policial exercida no país seja feita em total conformidade com a legislação e em respeito aos Direitos Humanos. A COGER está representada em todas as unidades descentralizadas da Polícia Federal.

#### Diretoria Técnico-Científica (DITEC)
Cumpre à Diretoria Técnico-Científica (DITEC/PF) toda a atividade de polícia científica e forense da Polícia Federal, através do seu corpo de Peritos Criminais Federais. A perícia é a atividade que gera a prova material nas investigações dos mais diversos delitos. Se as delegacias apuram condutas a perícia demonstra se uma suspeita é verdadeira ou falsa. Existem entidades de criminalística da Polícia Federal em todos os Estados e no Distrito Federal. Praticamente tudo pode ser objeto de perícia, bastando que a abordagem da investigação seja correta.
- Instituto Nacional de Criminalística - É o órgão central de criminalística da PF, ligado à Diretoria Técnico-Científica. Possui setores de perícia nas diversas áreas ligadas às especializações dos Peritos Criminais, além de outras áreas de Perícia Geral, como Documentoscopia, Balística, Bombas e Explosivos, Perícias Externas (Locais de Crimes) e Identificação de Vítimas de Desastres.[52]

#### Diretoria de Inteligência Policial (DIP)
A Diretoria de Inteligência Policial (DIP), é responsável por gerenciar as ações de Inteligência da Polícia Federal. É a unidade que está à frente das grandes investigações realizadas pelo DPF. Sua sede está localizada no prédio da superintendência da PF em Brasília, apoiada diretamente por suas unidades descentralizadas de inteligência, em todas as superintendências e delegacias da Polícia Federal. O serviço de inteligência consiste, basicamente, no exercício de ampliar uma investigação até o seu limite. Em vez de focá-la no propósito de descobrir "quem-está-fazendo-o-quê-contra-quem", a inteligência se propõe a descobrir, sobretudo, quem está fazendo o quê "junto-com-quem" – para, a partir daí, fisgar não só bagrinhos como também peixes grandes.
Contudo, quando uma investigação é tratada pela Inteligência Policial, a investigação desenvolve-se de forma muito mais efetiva e diferente: deixa-se o esquema funcionar pelo tempo necessário, para que se possa monitorar o seu funcionamento por meio de escutas ambientais, telemáticas e telefônicas, agentes infiltrados, ações encobertas, vigilância eletrônica, entre outros procedimentos. Mapeado o esquema, as informações coletadas são estudadas por um grupo de analistas que, com base no cruzamento de dados, junta as peças que ajudarão os investigadores a chegar aos cabeças do crime. As megaoperações desencadeadas nos últimos tempos pela PF, são resultado da aplicação dessa metodologia. O sistema de Inteligência da PF é um dos mais avançados do país, e está subdividido em: Divisão de Inteligência Policial (DINPO), Divisão de Doutrina de Inteligência Policial e Treinamento (DINT), Divisão de Contra-Inteligência Policial (DICINT) e Divisão Antiterrorismo (DAT).

#### Academia Nacional de Polícia (ANP)
A Academia Nacional de Polícia (ANP) é sediada em Brasília. Sua missão institucional é formar os aprovados nos concursos públicos em técnicas policiais avançadas; aperfeiçoar e atualizar policiais formados; manter intercâmbio com associações congêneres nacionais e internacionais; promover congressos e seminários policiais. Com uma área de 798 mil metros quadrados, está no mesmo nível das melhores academias de polícia do mundo. Anualmente recebe visitas de policiais de outras corporações nacionais e internacionais. Em todo o período de sua existência, essa instituição já formou mais de 15 mil policiais federais e estaduais do Brasil e do Exterior, em mais de 900 cursos realizados. Além disso, ela oferece apoio e treinamento a servidores de diferentes órgãos públicos dos Poderes Executivo, Legislativo e Judiciário, e desenvolve projetos de atualização e pesquisa em segurança pública, por meio de sua Coordenação de Altos Estudos em Segurança Pública.

### Outras divisões e coordenações

#### Comando de Operações Táticas (COT)

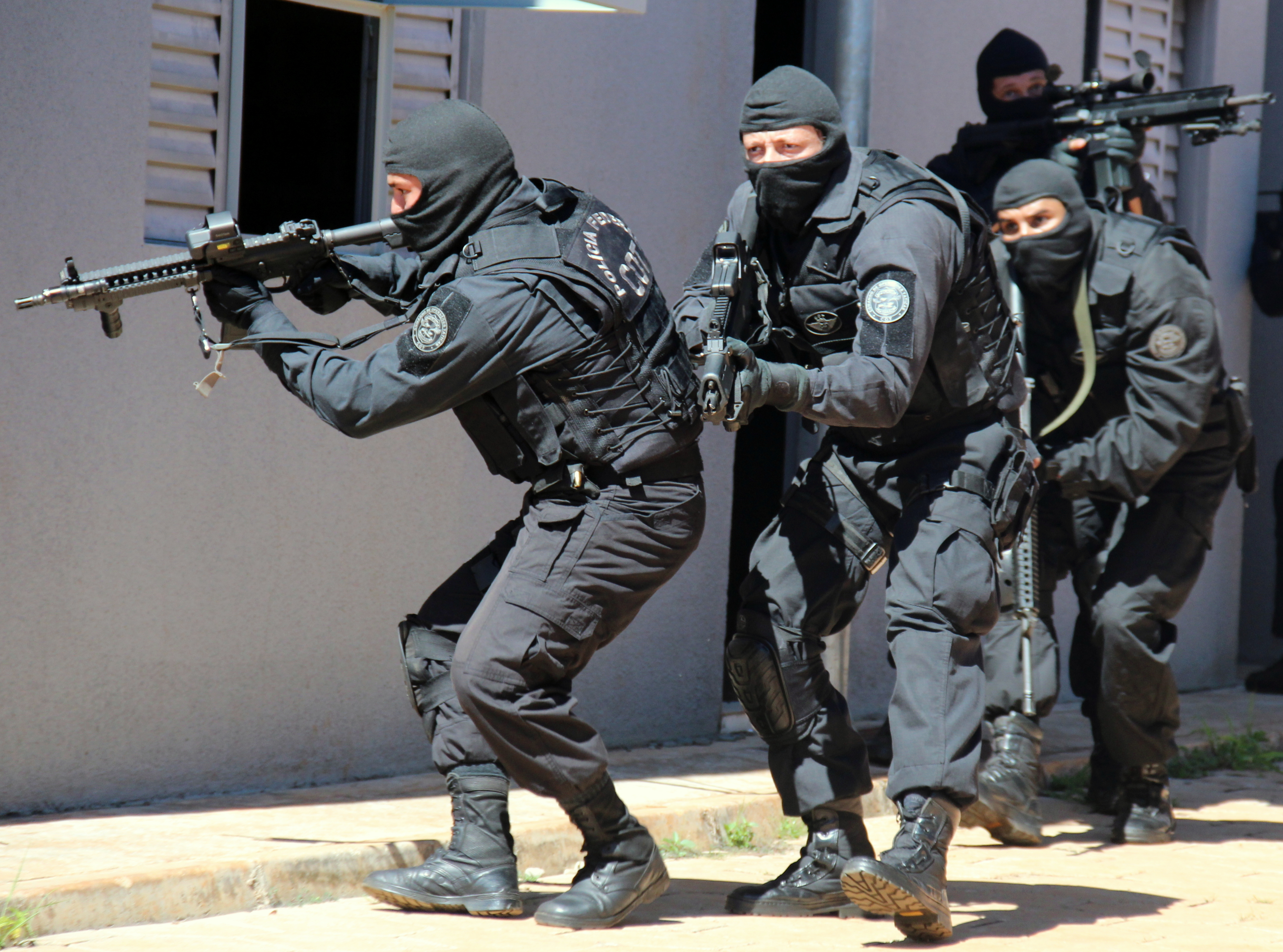
Homens do Comando de Operações Táticas da Polícia Federal

O Comando de Operações Táticas (COT) é o grupo operacional de elite da Polícia Federal brasileira, tendo sido criado em princípios de 1987 com a missão de responder a ataques terroristas em território nacional. A sede do COT fica em Brasília, no Setor Policial Sul, de onde envia operadores para missões em todo o Brasil. Para ingressar no COT é necessário ser policial federal, e ser aprovado no curso de operações táticas. O treinamento envolve disciplinas táticas e físicas de alta intensidade.

#### Grupos de Pronta Intervenção (GPI)
Os Grupos de Pronta Intervenção (GPI) foram criados em 2009 com o objetivo de dar a primeira resposta, nos estados, a situações de alto risco. Como o COT fica sediado em Brasília, o acionamento para situações de alto risco nos estados se torna demorada, dessa forma, os GPIs assumem essa responsabilidade nos estados, não dispensando a atuação e nem as atribuições do COT. Para ingressar no GPI é preciso ser voluntário e passar por testes físicos, psicológicos e ser aprovado no Curso de Técnicas de Intervenção (Ministrado pelo COT).

#### Coordenação de Aviação Operacional (CAOP)

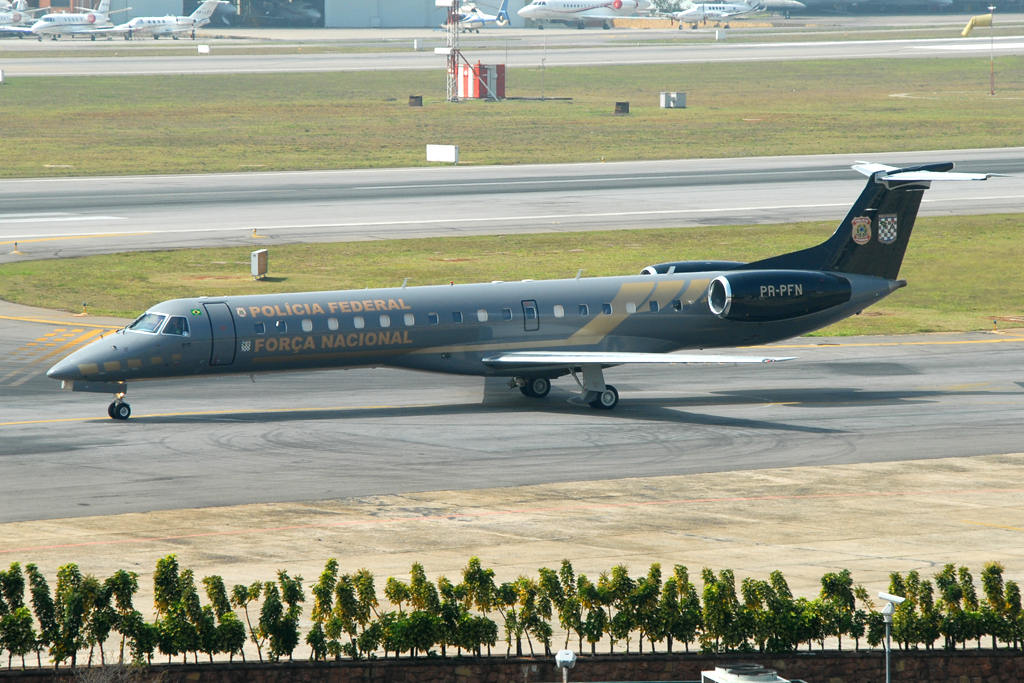
Embraer ERJ-145 da Polícia Federal

A Coordenação de Aviação Operacional (CAOP) é o braço aéreo da Polícia Federal do Brasil, responsável por promover o apoio aéreo operacional às atividades da Polícia Federal, e demais órgãos de segurança pública a nível federal, tais como a Força Nacional de Segurança Pública, e o Sistema Penitenciário Federal. Foi criada em 1986, devido à demanda de transporte rápido de policiais federais para qualquer ponto do território brasileiro, além das necessidades de apoio aéreo nas ações policiais e de autonomia em relação às Forças Armadas.

#### Núcleo de Segurança de Dignitários (NSD)
A Polícia Federal é responsável por garantir a segurança dos Chefes de Estado estrangeiros em visita ao Brasil.  Tal tarefa é efetuada pelo Núcleo de Segurança de Dignitários (NSD), existente nas Superintendências Regionais de Brasília, Rio de Janeiro e São Paulo. Alguns Embaixadores estrangeiros também recebem proteção pessoal da Polícia Federal.

#### Núcleo Especial de Polícia Marítima (NEPOM)

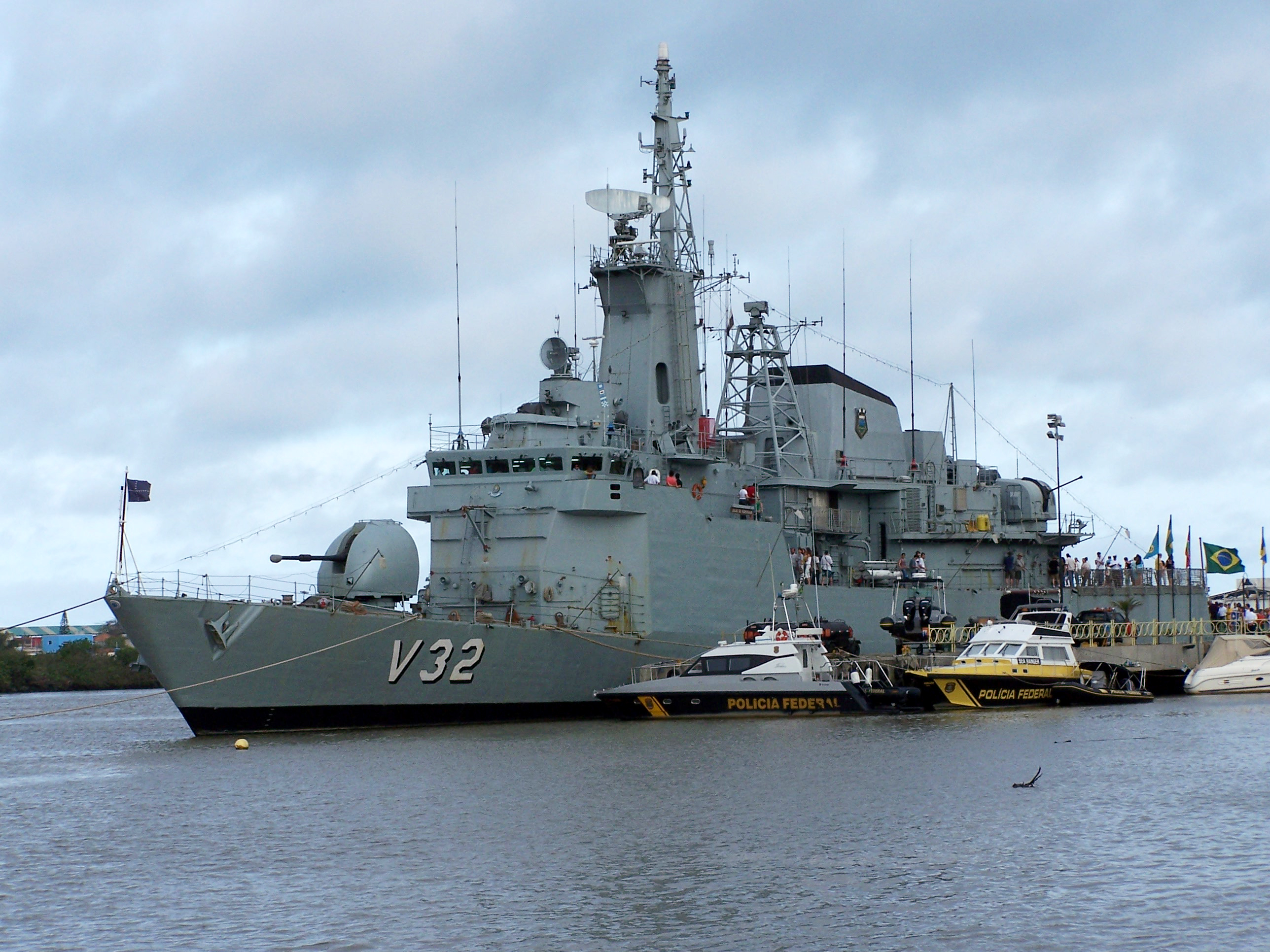
Dois barcos de patrulha da Polícia Federal ao lado da Corveta Júlio de Noronha (V-32) da Marinha Brasileira

O Núcleo Especial de Polícia Marítima (NEPOM) foi criado em doze cidades brasileiras, como resposta à alta taxa de criminalidade nos portos brasileiros, bem como a necessidade de patrulhamento ostensivo para evitar a ocorrência de ilícitos penais nos rios da Amazônia e das fronteiras brasileiras (sobretudo o Lago de Itaipu, na fronteira Brasil-Paraguai). O policiamento marítimo conta com equipamentos de última geração, adquiridos recentemente pelo governo brasileiro com o objetivo de atender o país às normas do ISPS Code (International Ship and Port Facility Security Code). Além do patrulhamento rotineiro, é realizada a fiscalização do tráfego internacional nas dezenas de navios que atracam e desatracam nos principais portos brasileiros. A ação dos agentes também é feita em torno dos clandestinos que vêm a bordo dos navios. Os policiais do Nepom recebem formação especial na Marinha do Brasil, estando habilitados na categoria de Tripulante de Embarcação de Estado.

#### Grupo Especializado em Bombas e Explosivos (GBE)

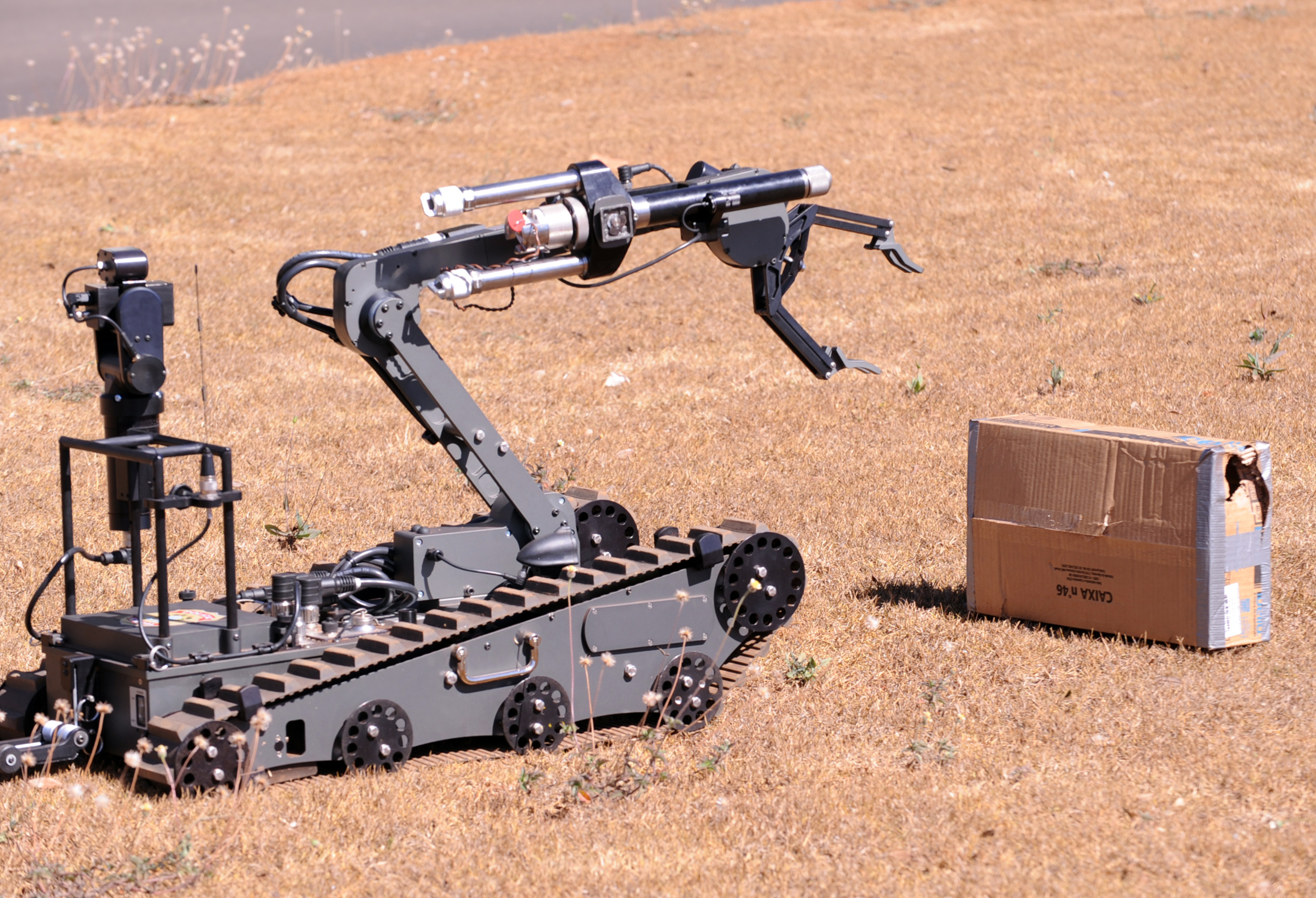
Robô utilizado pelo Grupo Especializado em Bombas e Explosivos (GBE) da Polícia Federal

Unidades responsáveis pela realização de varreduras técnicas em locais que receberão autoridades nacionais e internacionais, bem como pela neutralização e destruição de artefatos explosivos eventualmente encontrados e os exames periciais de pós-explosão. Os GBEs surgiram informalmente no meio dos anos 90 e em 2005 foram regulamentados, sendo parte do Sistema Nacional de Criminalística, ligados ao Instituto Nacional de Criminalística em Brasília/DF e aos Setores Técnico-Científicos nos estados. Recentemente os GBEs receberam investimentos para se adequar à realidade de um país que recebe grandes eventos, tornando-se um dos sistemas de esquadrões antibombas mais modernos do mundo, com doutrina própria, robôs-tanques antibomba, canhões d´água, trajes anti-fragmentação, raio-x portátil e, o mais importante:  treinamento e pessoal qualificado para pronto emprego.

#### Interpol
A Polícia Federal é a representante brasileira da Organização Internacional de Polícia Criminal, conhecida pela sigla Interpol. O escritório da Interpol no Brasil localiza-se no complexo da Polícia Federal em Brasília, com representações estaduais em todas as Superintendências Regionais da PF. Sua função é promover a cooperação com organizações policiais de outros países, em estrita coordenação com a Sede da Interpol, em Lyon (França). Policiais Federais da Interpol trabalham na tradução e divulgação de informação criminal internacional, cooperação em investigações internacionais, repressão de crime transnacional, e a busca de foragidos da Polícia de outros países que se encontrem no Brasil.